# Phasis braueri
Phasis braueri är en fjärilsart som beskrevs av Dickson 1968. Phasis braueri ingår i släktet Phasis och familjen juvelvingar. Inga underarter finns listade i Catalogue of Life.